# Hvid
Hvid
 For alternative betydninger, se Hvid (flertydig). (Se også artikler, som begynder med Hvid)
Hvid er kombinationen af alle farver i det synlige lysspekter.
Hvid opstår ved, at et belyst materiale reflekterer (næsten) alt lys, modsat sort, der fremkommer, når et materiale absorberer alt lys.

## Symbolik

### Historisk
- Kelternes druider var klædt i hvidt.
- I Kina er hvid alderens, efterårets, vestens, sorgens og ulykkens farve. Også i slaviske lande er hvid sorgens farve.
- I alkymien symboliserer hvid (albedo) at materien befinder sig på vej mod de vises sten.
- I græsk, keltisk, tysk og romersk kultur var hellige heste hvide.
- Vikingerne brugte hvide skjolde som tegn på venskab og fred.
- En romer der var opstillet til offentligt embede, optrådte i hvid toga.
- Et  hvidt flag angiver overgivelse, kapitulation, våbenstilstand. Bruges af parlamentærer.

### Religion
- Pythagoras anbefalede dem, der sang hellige hymner, at bære hvide klæder.
- Hvide offerdyr var tiltænkt himmelske guder.
- Hvid bliver brugt i mange kulturer som farve på præstedragter.
- Pavens hvide dragt er symbol på forklarelse, herlighed, den himmelske vej.
- I Matthæus evangeliet 17.2 hedder det om Jesus, ”at hans klæder blev hvide som lyset”.
- Jomfru Marias attribut er den hvide lilje.
- Helligånden symboliseres ved hvid due.
- I kirken var den liturgiske farve oprindelig udelukkende hvid, knyttet til dåbshandlingen og Jesu opstandelse.
- Hvid benyttes bl.a. skærtorsdag, de to påskedage, Kristi himmelfartsdag, allehelgensdag og til jul.

### Uden kontekst
- Den hvide farve symboliserer renheden, lyset, glæden, ærligheden, sanddruhed, visdom, velsignelse, godhed. Ære, uskyld, kyskhed, jomfruelighed (hvid brud). Symbolet på det endnu upåvirkede, det endelige mål for lutrede mennesker. Nådens, troens og opstandelsens farve.
- Hvid kan symbolisere kvinden (rød symboliserer manden).
- Negativt symboliserer hvidt følelseskulde, goldhed, ensomhed, fortvivlelse og dødens bleghed.
- I drømme kan hvidt symbolisere en forudanelse om døden (fx hvid hest) samt renheden hinsides livet.
- Spøgelser vises næsten altid i hvide gevandter.
- Krone-chakraet er hvidt (med rosa, gult, blåt, gyldent).
- Sæde for intuitionen, kontaktcenter for andre sjæle, rækker ud over det bevidste og den fysiske verden.
- I auraen tydes hvidt som uselvisk kærlighed.
- Jomfruens stjernetegn farve er hvid.